# Popa Chubby
Theodore Joseph Horowitz (31. březen 1960, Bronx, New York City, New York, USA), hlavně známý jako Popa Chubby, je americký bluesový zpěvák, kytarista a skladatel.

## Diskografie
- The Hungry Years (kompilace)
- Gas Money (1994)
- Booty and the Beast (1995)
- Hit the High Hard One (Live) (1995)
- The First Cuts (1996)
- One Million Broken Guitars (1997)
- Brooklyn Basement Blues (1999)
- One Night Live In New York City (Live) (2000 [c1999])
- How'd a White Boy Get the Blues? (2000)
- Flashed Back (feat. Galea) (2001)
- The Good, the Bad and the Chubby (2002)
- Live at FIP (2003)
- Popa Chubby and Friends Play Muddy, Willie and More (2003)
- Peace, Love and Respect (2004)
- Wild Live (2005)
- Big Man, Big Guitar - Popa Chubby Live (2005)
- Stealing the Devil's Guitar (2006)
- Electric Chubbyland: Popa Chubby Plays Jimi Hendrix (2006, 3CD box set)
- Deliveries After Dark (2007)
- Vicious Country (2008)
- The Fight Is on (2010)
- Back to New York City (2011)
- Universal Breakdown Blues (2013)
- I'm Feelin' Lucky: The Blues According to Popa Chubby (2014)
- Big, Bad and Beautiful - Live (2015)
- The Catfish (2016)
- Two Dogs (2017)